# 브람보로비 크네들리크
브람보로비 크네들리크(체코어: bramborový knedlík)는 체코의 덤플링이다. 감자로 만든 크네들리크이며, 베프르조 크네들로 젤로 등 체코를 대표하는 요리를 구성하는 전통 음식이다.

## 이름
체코어 "브람보로비 크네들리크(bramborový knedlík)"는 "감자 덤플링"이라는 뜻이다. "브람보로비(bramborový)"는 "감자"를 뜻하는 "브람보르(brambor)"에 파생접사 "-오비(-ový)"가 붙어 "감자와 관련된"을 뜻하게 된 형용사이며, "크네들리크(knedlík)"는 체코식 덤플링을 뜻하는 명사이다.

## 사진

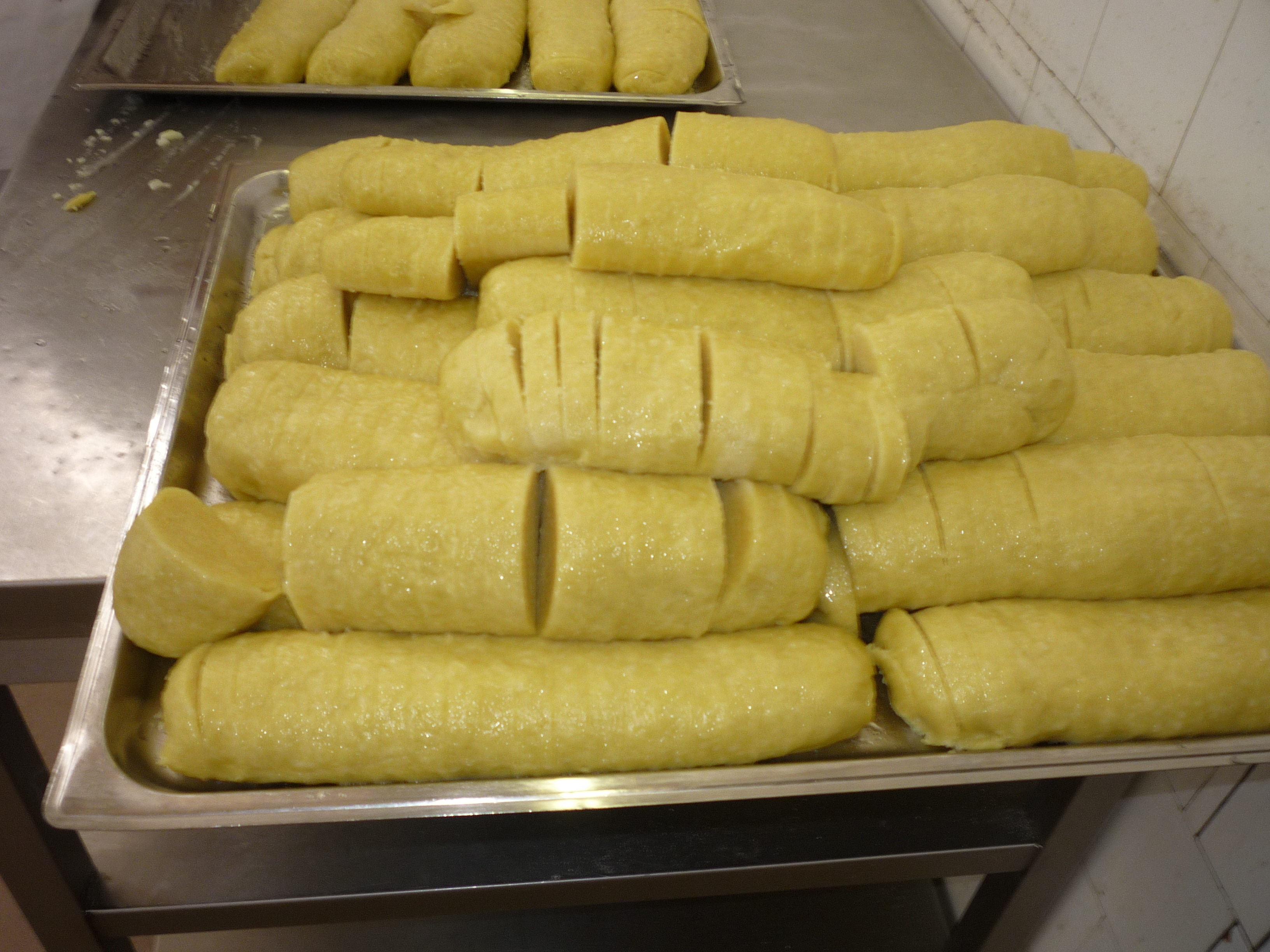
삶아 썰어 준비한 브람보로비 크네들리크

## 같이 보기
- 체펠리나이
- 카르토펠클로스
- 호우스코비 크네들리크